# Thirumalai Najakar Mahal
Palača Thirumalai Najak je palača iz 17. stoletja, ki jo je leta 1636 postavil kralj Tirumala Najaka, kralj maduraiske dinastije Najaka, ki je vladal od leta 1623 do 1659, v mestu Madurai v Indiji. Stavba, ki jo lahko vidimo danes, je bila glavna palača, v kateri je živel kralj. Prvotni kompleks palače je bil štirikrat večji od sedanje strukture. V času svojega razcveta je palača veljala za eno od čudes juga. Palača stoji dva kilometra jugovzhodno od templja Menakši Aman.

## Zgodovina
Najaki iz Maduraja so vladali temu kraljestvu od leta 1545 do 1740-ih in Thirumalai Najak (1623–1659) je bil eden njihovih največjih kraljev, znan po različnih stavbah v Maduraju in okolici. V 17. stoletju je kraljestvo Madurai imelo Portugalce, Nizozemce in druge Evropejce kot trgovce, misijonarje in gostujoče popotnike. V razponu 400 let so številni deli stavb utrpeli uničujoče posledice vojn; nekaj pa jih je dovolj popravljenih, da jih je lahko garnizija uporabila kot kašče, skladišča, smodnišnice v času Vzhodnoindijske družbe. Po britanskih zapisih je vnuk kralja Thirumalai Najaka porušil velik del lepe stavbe in odstranil večino okraskov in lesenih rezbarij, da bi zgradil svojo palačo v Tiručirapaliju. Toda nekateri raziskovalci menijo, da je ta dogodek malo verjeten, in pravijo, da so palačo bolj verjetno uporabljale lokalne skupnosti za gradbeni material. Vendar pa je lord Napier, guverner Madrasa, delno obnovil palačo od leta 1866 do 1872 in kasnejša obnovitvena dela, izvedena pred nekaj leti, danes lahko vidimo vhodna vrata, glavno dvorano in plesno dvorano.

## Oblikovanje in gradnja
Thirumalai Najak je palačo, zgrajeno leta 1636 kot osrednjo točko njegove prestolnice v Maduraju, nameraval postaviti eno največjih v južni Indiji. Notranjost palače je po obsegu presegala mnoge svoje indijske sodobnike. Notranjost je bila bogato okrašena, medtem ko je zunanjost obdelana v bolj strogem slogu.
Lokalna legenda pravi, da je kralj za načrtovanje kompleksa najel italijanskega arhitekta, zato ga nekateri označujejo za dravidsko – italijansko arhitekturo. V tem obdobju je bil Madurai cvetoče kraljestvo s Portugalci, Nizozemci in drugimi Evropejci kot trgovci, misijonarji in gostujočimi popotniki. To je morda vplivalo na oblikovalske navdihe palače. Številne vladne agencije Tamil Naduja prav tako kvalificirajo arhitekturo palače Thirumalai Najaka kot indo-saracensko arhitekturo ali dravidsko arhitekturo.
Umetnostni zgodovinarji pa menijo, da je ta palača izjemen primer arhitekture Vidžajanagara v njenem poznem slogu Najaka. Nekatere od njih spominjajo na izvor teorij o možnem posegu evropskih arhitektov in obrtnikov ali o velikem zahodnem umetniškem vplivu, ki ga motivirajo apriori in kolonialni predsodki.
V 18. stoletju so številne stavbe, ki so bile del te palače, podrli ali vključili v stavbe v sosednjih ulicah. Ostalo je zaprto dvorišče, znano kot Svarga Vilasam, in nekaj sosednjih stavb. Dvorana za občinstvo Svarga Vilasama je velika dvorana z arkadami, visokimi približno 12 m. Dvorišče Svarga Vilasam meri 75 m krat 50 m. Arhitektura je mešanica avtohtonih in islamskih oblik. Thirumalai najakar mahal je znana po svojih velikanskih stebrih. Višina stebra je 25 m in širina 5,8 m. V zgodovini je palača merila 51.500 m² in je bila dolga 270 m ter široka 200 m.

### Dvorišče
Ob vstopu v vrata palače je osrednje dvorišče v izmeri 3700 m². Dvorišče je obdano z masivnimi krožnimi stebri in ima krožni vrt.

### Notranjost
Palača je bila razdeljena na dva velika dela, in sicer Svarga Vilasam (Nebeški paviljon) in Ranga Vilasam. V teh dveh delih so bili kraljeva rezidenca, gledališče, svetišče, stanovanjska orožarna, palankin prostor, kraljeva banda, četrti, ribnik in vrt. Dvorišče in plesna dvorana sta glavno središče znamenitosti palače. Nebeški paviljon (Svarga Vilasam) je bil uporabljen kot prestolna soba in ima arkadni osmerokotnik, ki ga pokriva kupola, visoka od 18 do 21 m. Kupolasto strukturo v središču podpirajo kamnita rebra in držijo masivni krožni stebri, ki so na vrhu povezani s koničastimi nazobčanimi loki z arkadno galerijo, ki se odpira v ladjo nad stranskimi ladjami.

### Uporabljeni materiali
Struktura je bila zgrajena z uporabo opečnega zidu, površinski detajli in zaključek pa v izvrstni štukaturi, imenovani čunam, z uporabo čunama (limete v lupinah) in zmešanega z jajčnim beljakom, da dobimo gladko in sijočo teksturo. Stopnice, ki so vodile v dvorano, sta prej obdajala dva odlično obdelana konjeniška kipa.
Stebri, ki podpirajo loke, so visoki 13 metrov in so ponovno povezani z opeko, ki nosi zaslon in entablaturo, ki se dviga do višine 20 metrov. Na obeh straneh dvorišča so paviljoni, okrašeni z zaključki, prekritimi z zlatom.

## V popularni kulturi
Po osamosvojitvi je bila palača Thirumalai razglašena za nacionalni spomenik in je zdaj pod zaščito arheološkega oddelka Tamil Nadu. Ta palača je odprta za obiskovalce vsak dan. V palači snemajo veliko filmov, predvsem zaradi velikih stebrov. Pomembni filmi so Maniratnamov Bombaj (pesem Kanalane), Guru (pesem Tera Bina) itd. Vikram igra Bheemaa (pesem Ragasija Kanavugal). Palača je dobro opremljena za izvajanje svetlobnih in zvočnih predstav, ki prikazujejo zgodbo o Silapathikaramu v tamilskem in angleškem jeziku.